# Xochipala
Xochipala är en ort i Mexiko.   Den ligger i kommunen Tlaquiltenango och delstaten Morelos, i den sydöstra delen av landet, 110 km söder om huvudstaden Mexico City. Xochipala ligger 1 217 meter över havet och antalet invånare är 113.
Terrängen runt Xochipala är kuperad. Runt Xochipala är det ganska glesbefolkat, med 27 invånare per kvadratkilometer. Närmaste större samhälle är Huautla, 3,3 km nordost om Xochipala. I omgivningarna runt Xochipala växer huvudsakligen savannskog.